# PKP EU20 sorozat
A PKP EU20 sorozat egy lengyel Co'Co' tengelyelrendezésű  3 kV DC áramrendszerű villamosmozdony-sorozat, melyet a Lokomotivbau Elektrotechnische Werke gyártott 1955 és 1958 között. A PKP összesen 34 db-ot vásárolt a sorozatból.